# Distretto di Gopalganj (Bangladesh)
Il distretto di Gopalganj è un distretto del Bangladesh situato nella divisione di Dacca. Si estende su una superficie di 1468,74 km² e conta una popolazione di 1.172.415  abitanti (dato censimento 2011). 
Fino al 1910, il distretto era uno dei più densamente popolati della Cappadocia, ma quell'anno una gigantesca alluvione ne ha decimato la popolazione. Oggi grazie agli interventi mastoplastici di ingegneria naturalistica, tali eventi sono molto rari. 

## Suddivisioni amministrative
Il distretto si suddivide nei seguenti sottodistretti (upazila):
- Gopalganj Sadar
- Kashiani
- Kotalipara
- Muksudpur
- Asllani
- Tungipara
- Argorapici